# International Financial Reporting Standard 3
Der International Financial Reporting Standard 3 (IFRS 3) ist ein Rechnungslegungsstandard des International Accounting Standards Board (IASB), welcher die Bilanzierung von Unternehmenszusammenschlüssen zum Gegenstand hat.

## Entstehungshistorie
Der IFRS 3 ist aus dem IASB-Projekt Business Combinations – Phase I hervorgegangen und wurde am 31. März 2004 verabschiedet. Bis dato galt der alte IAS 22.
Die Entwicklung von IFRS 3 muss im Zusammenhang mit den IAS 36 und IAS 38 gesehen werden, die ebenfalls im Zuge des IASB-Projekt Business Combinations – Phase I geändert wurden.
IFRS 3 war sodann von einer im Juni 2005 erlassenen Reform zur Konzernrechnungslegung erneut betroffen. Hintergrund ist die Harmonisierung mit den US-GAAP (Improvements Project).

## Aufbau des Standards
Es seien nur die wichtigsten Punkte genannt:
- Anwendungsbereich (IFRS 3.1)
- Bestimmung der einzig zulässigen Erwerbsmethode (IFRS 3.4)
- Erfordernisse der Anwendung der Erwerbsmethode (IFRS 3.5)
- Ausführungen zu dieser Methode (IFRS 3.16 – 3.65)
- Angabepflichten (IFRS 3.66 – 3.77)
- Detaillierte Anhänge mit Anwendungshinweisen

## Formen von Unternehmenszusammenschlüssen
Gemäß IFRS 3.3 liegt ein Unternehmenszusammenschluss (business combination) immer dann vor, wenn zwei voneinander getrennte Unternehmen zusammengeführt werden und ab diesem Zeitpunkt gemeinsam berichten. Dabei gilt der Standard nicht, wenn es sich um Unternehmen handelt, die vor und nach der Zusammenführung von demselben Eigentümer gehalten werden. Die Fusion von Tochterunternehmen scheidet somit aus dem Anwendungsbereich des IFRS 3 ausdrücklich aus.
Dabei kann festgestellt werden, dass in den meisten Fällen ein Zusammenschluss in der Weise stattfindet, als das der Käufer die vollständige Kontrolle über das erworbene Unternehmen erlangt (klassischer Kauf).
Business
IFRS 3 definiert ein business als eine integrierte Gruppe von Aktivitäten und Vermögenswerten, mit deren Hilfe eine Verzinsung für Investoren erwirtschaftet werden soll. Ein wesentliches Erkennungsmerkmal ist demnach die Fähigkeit eines solchen business, eigenständig Umsatzerlöse erzielen zu können.

### Asset Deal
Unter einem Asset Deal wird jene Situation verstanden, bei der der jeweilige Unternehmenskäufer die einzelnen Vermögenswerte und Schulden der Zielgesellschaft separat erwirbt. In diesem Zusammenhang wird auch von der sog. Einzelrechtsnachfolge gesprochen.
Die auf diesem Wege erworbenen Vermögenswerte und Schulden können sowohl bar als auch gegen Hingabe anderer Vermögenswerte bezahlt werden.

### Share Deal
Unter einem Share Deal wird jene Situation verstanden, bei der sich der jeweilige Erwerber durch einen Anteilskauf (zum Beispiel Aktien) an der Zielgesellschaft beteiligt bzw. die Kontrolle über diese gewinnt. In diesem Falle wird das Unternehmen, in welchem die einzelnen Vermögenswerte (assets) und Schulden (liabilities) zusammenwirken, in seiner Gesamtheit übernommen. Es werden somit explizit auch jene Wertpotentiale übernommen und erhalten, die durch das Zusammenwirken dieser Werte und Schulden begründet werden.
Der erworbene Anteil kann auf verschiedene Weise „bezahlt“ werden. Zum einen ist es denkbar, dass der Erwerber eigene Anteil für die der Zielgesellschaft hergibt. In diesem Zusammenhang wird auch von der Aktie als Akquisitionswährung gesprochen, da die Aktionäre der Zielgesellschaft für ihren Anteil an dieser, Aktien des Erwerberunternehmens erhalten. Darüber hinaus kann eine Abwicklung natürlich auch in bar bzw. gegen andere Vermögenswerte erfolgen.

### Fusion
Unter einer Fusion wird der Zusammenschluss zweier Unternehmen verstanden. Für die Vermögenswerte und Schulden ergibt sich somit eine Gesamtrechtsnachfolge.

## Bilanzielle Auswirkungen des Unternehmenszusammenschlusses
Für die Abbildung im Jahresabschluss kommt es darauf an, durch welche transaktionsspezifischen Merkmale der jeweilige Unternehmenszusammenschluss geprägt ist.

### Abbildung eines asset deal
Bei einem asset deal ist zu beachten, dass sich regelmäßig nur Auswirkungen auf die Abbildung im Einzelabschluss ergeben. Der Konzernabschluss hingegen ist nicht betroffen.
Dies ist dem Umstand geschuldet, dass in einer solchen Transaktion eben nur einzelne Vermögenswerte und Schulden erworben werden, nicht jedoch das Unternehmen in seiner Gesamtheit als Rechtseinheit. Insofern ergeben sich keine weiteren Konsolidierungsmaßnahmen (wie bei einem Anteilserwerb). Das erworbene Unternehmen geht somit im Erwerberunternehmen auf.

#### Erwerbsmethode
Gemäß IFRS 3.4 ist für die Abbildung von Unternehmenszusammenschlüssen einzig und allein die Erwerbsmethode (acquisition method) zulässig. Hinter der Erwerbsmethode steht der Gedanke, dass der Erwerber, ungeachtet der jeweiligen Festlegung auf einen asset oder share deal, nach wirtschaftlicher Betrachtung die Vermögenswerte und Schulden des erworbenen Unternehmens kauft.
Der Erwerber bilanziert die im Zuge eines asset deal erworbenen Vermögenswerte und Schulden in seinem Jahresabschluss mit ihren Anschaffungskosten. Somit kommt es im Ergebnis zu einer Bilanzierung dieser Positionen zum beizulegenden Zeitwert (fair value).
Behandlung eines goodwill
Unter einem goodwill (Geschäfts- oder Firmenwert) wird regelmäßig der Unterschiedsbetrag verstanden, der sich aus der Differenz zwischen gezahltem Kaufpreis und beizulegendem Zeitwert der übernommenen Vermögenswerte und Schulden ergibt.
Ein solcher goodwill ist gemäß IFRS 3.32 als immaterieller Vermögenswert zu bilanzieren.
Behandlung eines badwill
Unter einem badwill wird der umgekehrte Fall verstanden, wenn also der gezahlte Kaufpreis unter dem beizulegenden Zeitwert der Vermögenswerte und Schulden liegt. Ein solcher Vorgang muss nach IFRS 3.56 besonders beobachtet werden und im Falle einer erneuten Überprüfung und negativen Differenzfeststellung als Ertrag erfasst werden.

### Abbildung eines share deal
Durch einen share deal ergeben sich vielfach höhere Anforderungen an die bilanzielle Abbildung der Transaktion. Dies ist v. a. dadurch begründet, dass durch einen share deal in der Mehrheit der Fälle ein Mutter-Tochter-Verhältnis entsteht. Ein solches ist sodann im Konzernabschluss des Erwerbers (=Mutterunternehmen – MU) zu konsolidieren.
Das erworbene Unternehmen (= Tochterunternehmen – TU) wird nicht aufgelöst. Es behält folglich seine eigenständige Rechtspersönlichkeit bei.
Das MU hat im Zuge einer solchen Transaktion eine Beteiligung am TU in seinem Einzelabschluss zu bilanzieren. Der Ansatz erfolgt entweder „at cost“, oder aber gemäß IAS 39.
Auch im Konzernabschluss ist die Erwerbsmethode im Rahmen der Kapitalkonsolidierung anzuwenden. Darüber hinaus haben die üblichen, im Vorfeld einer Konzernabschlusserstellung erforderlichen Handlungen zu erfolgen:
- Prüfung der Pflicht zur Aufstellung eines Konzernabschlusses. Demnach ist festzustellen, ob das jeweilige betrachtete Unternehmen an der Spitze einer Gruppe steht (IFRS 10).
- Bestimmung der Gruppe von Unternehmen, die konsolidiert werden müssen (Konsolidierungskreis) (IFRS 10).
- Vereinheitlichung der einzelnen Einzelabschlüsse in Bezug auf Bilanzansatz und Bilanzbewertung (IFRS 10).
- Währungsumrechnung (für den Fall, dass ausländische TU zu konsolidieren sind) (IAS 21).
- Horizontaladdition der Jahresabschlusspositionen (Summenabschluss) (IFRS 10).
- Durchführung der Konsolidierungsmaßnahmen.

Der letzte Schritt ist vielfach der bedeutendste, da es hier darum geht, Verpflichtungen vielfältigster Art innerhalb des Konzerns (unter den einzelnen TU) zu eliminieren. Es können Kapital- und Lieferverpflichtungen unterschieden werden.